# Chiloglanidinae
Die Chiloglanidinae sind eine Unterfamilie der afrikanischen Welsfamilie Mochokidae. Zu den Chiloglanidinae gehören alle Arten der Mochokidae, die – wie die südamerikanischen Harnischwelse (Loricariidae) oder die südostasiatischen Saugschmerlen (Gyrinocheilidae) – ein Saugmaul besitzen, mit dem die Tiere sich am Untergrund festsaugen können.
Die Ursache für diese Anpassungen war wahrscheinlich zunächst nicht die Nahrungsaufnahme als Aufwuchsfresser, sondern ist in der Anpassung an das Leben in schnell fließenden Gewässern zu suchen. Erst danach entwickelten sich vor allem die größeren, in sehr schnell strömendem Wasser lebenden Chiloglanidinae zu Aufwuchsfressern.

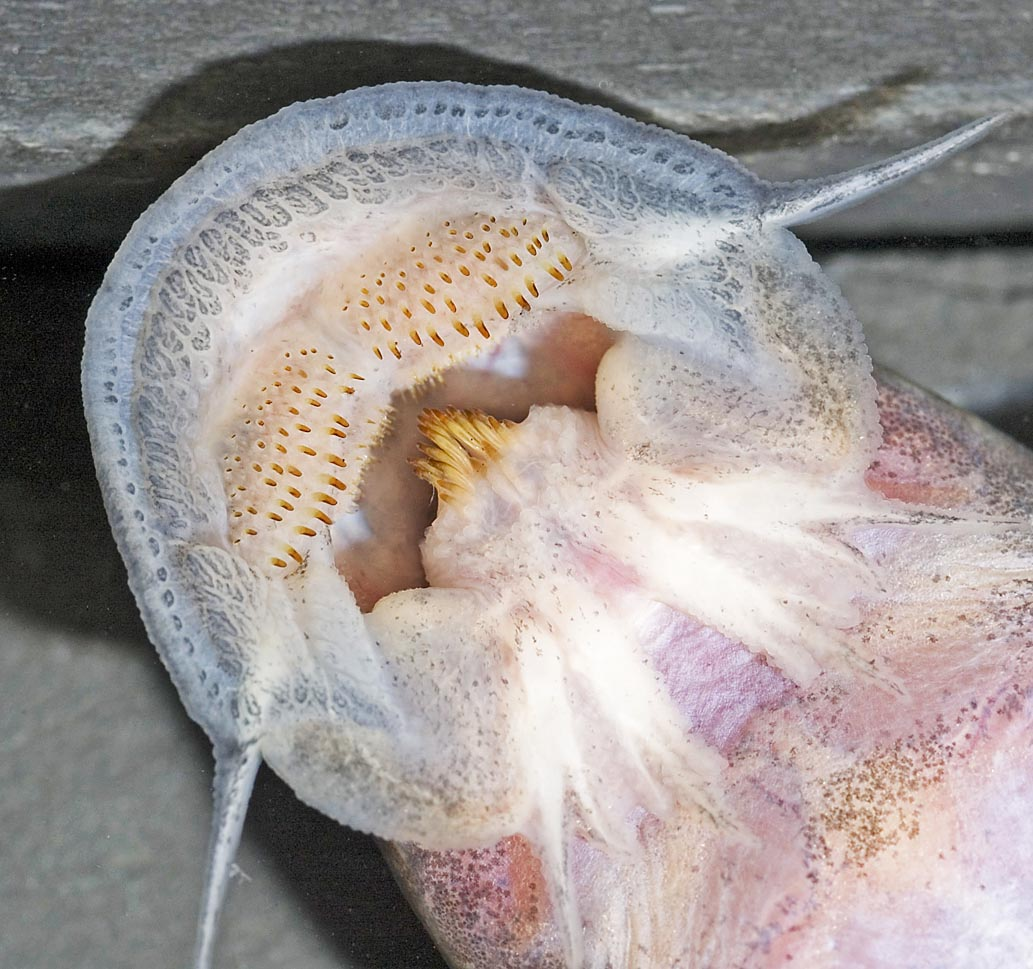
Maul von Chiloglanis sp. aus dem Kongo

## Merkmale
Chiloglanidinae haben einen langgestreckten, an das Leben in Stromschnellen und schnell fließenden Gewässern angepassten, oft auch abgeflachten Körper und werden 3 bis 22 cm lang. Die Synapomorphien, die für die Unterfamilie charakteristisch sind, betreffen vor allem die Entwicklung des Saugmauls. Dazu gehören eine sehr große Maxillare, nur lose miteinander verbundene Zahnplatten auf der Prämaxillare und die Einbeziehung der äußeren unteren Barteln in das Saugmaul. Die Poren des sensorischen Systems am Unterkiefer fehlen bei Chiloglanis und sind bei Atopodontis, Atopochilus und Euchilichthys zu zwei auf jeder Seite reduziert. Der vordere Rand des Bauchflossenstrahls ist ungesägt,  bei allen anderen Mochokidae dagegen stark gesägt. Bei Chiloglanis (sensu stricto) ist auch die Hinterkante ungesägt, bei den anderen reduziert, bei Atopochilus savorgnani und Euchilichthys dybowskii sekundär wieder stark gesägt. Die meisten Arten der Chiloglanidinae haben nur fünf oder sechs flexible Flossenstrahlen in der Rückenflosse, Atopochilus savorgnani und Euchilichthys dybowskii sieben, wie die meisten anderen Mochokidae. Eine reduzierte Anzahl von Rückenflossenstrahlen gibt es auch bei einigen Arten der Gattung Zwergfiederbartwelse (Microsynodontis) und bei Mochokus brevis.

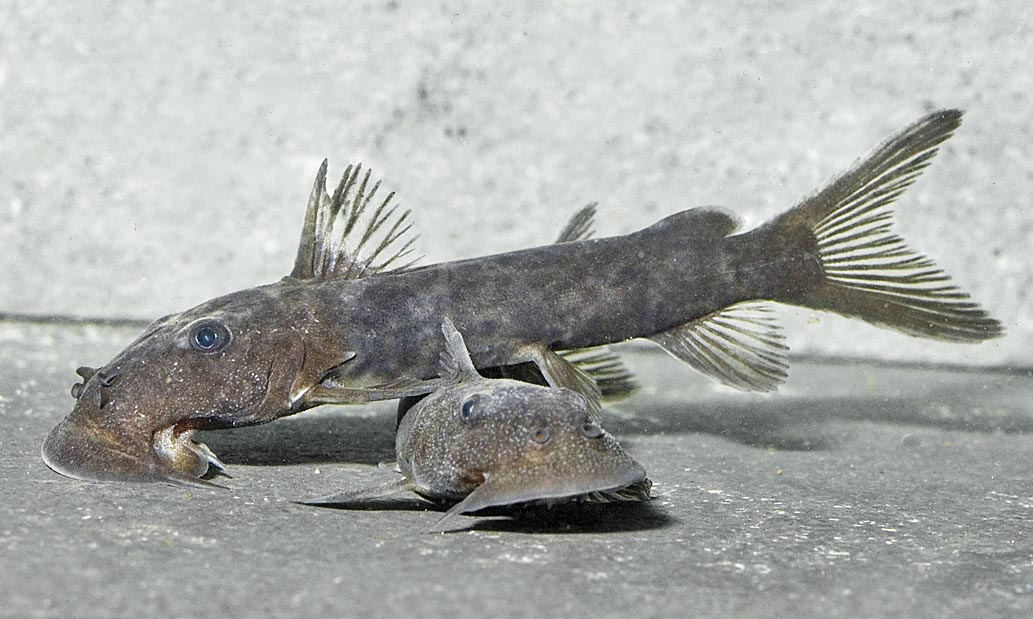
Euchilichthys sp. aus dem Kongo

## Gattungen
- Stromschnellenwelse (Chiloglanis) Peters, 1868
- Tribus Atopochilini
  - Atopochilus Sauvage, 1879
  - Atopodontus Friel & Vigliotta, 2008
  - Euchilichthys Boulenger, 1900